# 157421 Carolpercy
157421 Carolpercy è un asteroide della fascia principale. Scoperto nel 2004, presenta un'orbita caratterizzata da un semiasse maggiore pari a 2,5198000 UA e da un'eccentricità di 0,1563138, inclinata di 0,43599° rispetto all'eclittica.